# شربین
۳۱°۱۱′۳۸″شمالی ۳۱°۳۱′۲۸″شرقی / ۳۱٫۱۹۳۸۸۹°شمالی ۳۱٫۵۲۴۴۴۴°شرقی
شربین نام شهر و شهرستانی در استان دقهلیه مصر است. 